# Kabelkappsystem

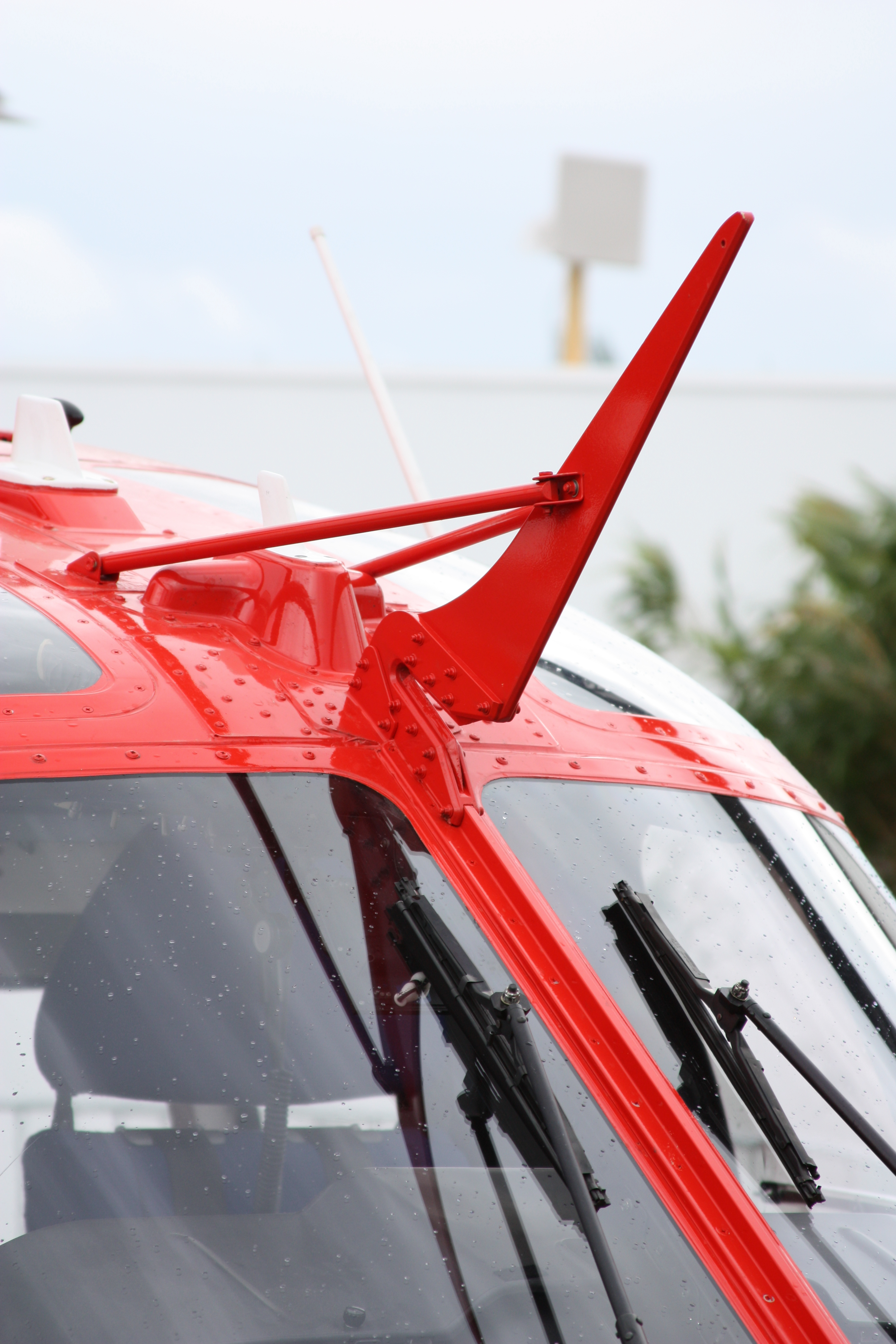
Oberes Schneidemesser und Ablenkschiene (vertikal) in der Mitte der Frontscheibe

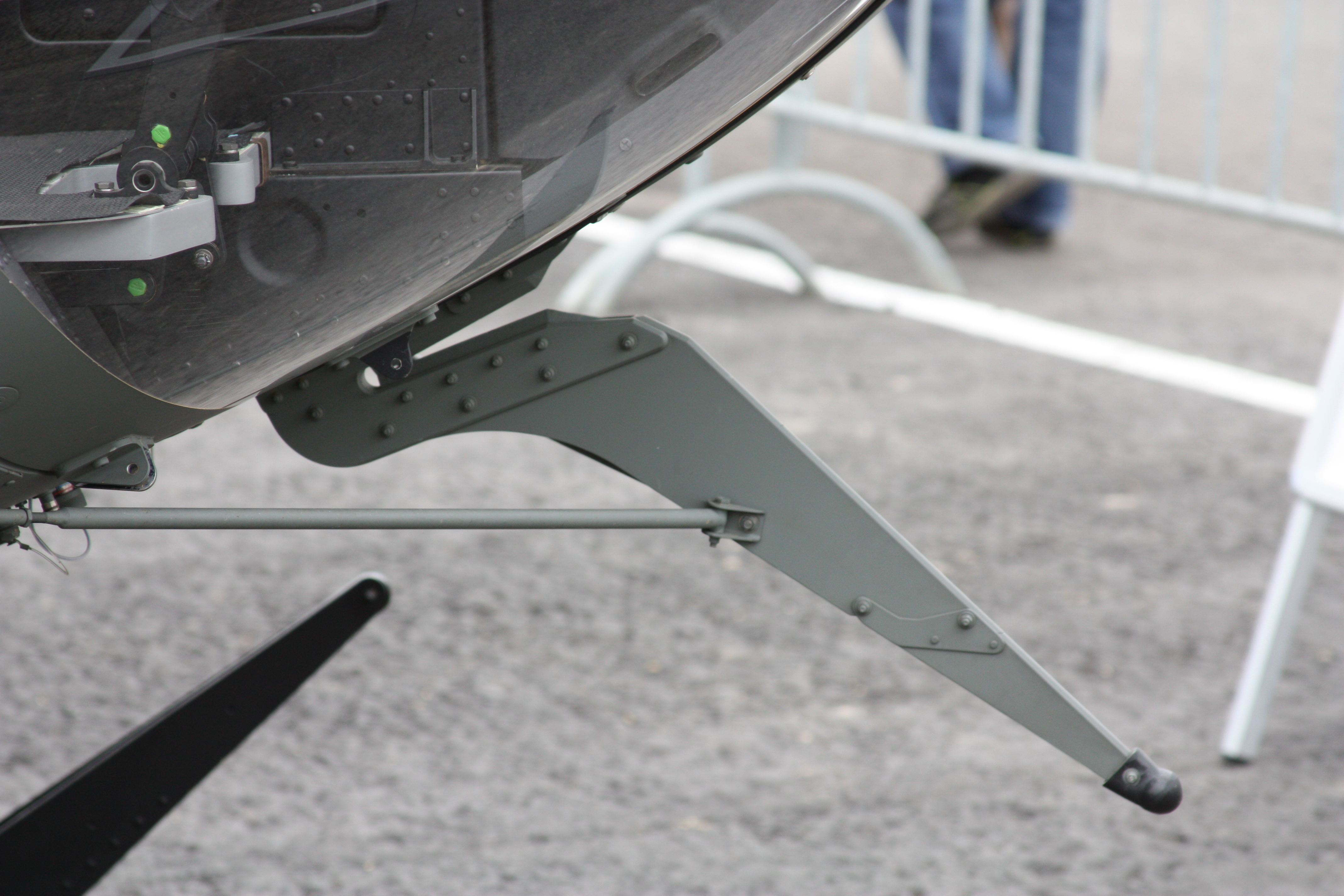
Unteres Schneidemesser

Ein Kabelkappsystem, auch Drahtschutzsystem oder (ungebräuchlich) Schutzsystem bei Drahtkollision (englisch cable cutter, wire cutter, wire strike kit oder Wire Strike Protection System (WSPS)) ist eine Sicherheitseinrichtung (passives Sicherheitssystem) bei Hubschraubern.

## Allgemeines
Ein Kabelkappsystem dient dem Schutz vor Unfällen durch Kollision mit Seilen, Drähten und Kabeln (z. B. Freileitungen, Seilbahnen, Mastabspannungen). Sollte der Pilot ein Stahlseil zu spät sehen und es zu einem Auftreffen des Seils auf den Hubschrauber kommen, kann es je nach Auftreffhöhe zu einem Verhängen mit Kufen oder Laufwerk, Zerstörung der Kabine, der Rotorsteuerung oder des Rotorkopfes kommen. Mit dem Schneidesystem kann das Seil, wenn es nicht zu rotornah auftrifft, erfasst und gekappt werden, was die schlimmsten Unfallfolgen vermeidbar macht. Entwickelt wurde das System 1979 von Bristol Aerospace für einen Bell OH-58, mittlerweile wird eine entsprechende Ausrüstung von unterschiedlichen Firmen für diverse Helikoptermodelle angeboten.

## Technik
Das System besteht aus fünf Teilen: Am deutlichsten sichtbar sind die in charakteristischen Winkeln von jeweils 45° von der Horizontalen vorne oben am Kabinendach schräg nach oben bzw. unter der Kabine schräg nach unten abstehenden, schwertförmigen Führungsschienen. Dazwischen liegt als senkrechte Strebe eine Ablenkschiene (windshield deflector) vor der oft somit zweigeteilten Windschutzscheibe. In den zwei Innenwinkeln, die diese drei Schienen miteinander bilden, sind massive Scheren (lower wire cutter, upper wire cutter) aus gehärtetem Stahl mit fixiertem, sehr kleinem Öffnungswinkel montiert. Im Flug von vorne (und nicht zu hoch) ankommende Seile werden durch die Schienen eingefangen und zu einer der Scheren geleitet. Die Trägheitskraft des Seils und die sich durch Ablenkung aufbauende horizontale Resultierende der Zugspannung der zwei Seilenden drücken und ziehen das Seil in die Schere, wo es von den zwei Klingen abscherend getrennt wird, zuletzt reißt und in zwei Hälften wegschnellt.
Auf den Hubschrauber werden durch Stoß, Ablenkung und den Schnitt Kraftimpulse übertragen, die den Hubschrauber verdrehen und Steuerungskorrekturen erfordern.
Bei manchen Systemen (z. B. beim Bell OH-58 Kiowa) ist die Ablenkschiene an der Frontscheibe abrasiv gestaltet, sodass sich der Draht beim Gleiten über die Ablenkschiene teilweise durchscheuert und so schon geschwächt wird, bevor er in das obere oder untere Schneidemesser gelangt.
Diese Sicherheitsausrüstung ist für die meisten Hubschraubereinsätze nicht vom Hersteller oder Gesetzgeber vorgeschrieben, erhöht jedoch gerade für Hubschrauber mit Spezialaufgaben in niedrigen Flughöhen die Sicherheit. Das System mit den speziell gehärteten Drahtschneidern hat seinen Preis und belastet den Hubschrauber mit einem Beitrag zum Gewicht. Ein Kabelkappsystem kann nicht an allen Hubschraubertypen montiert werden. Jeder Typ benötigt einen angepassten Satz, eventuell zusätzliche Abweiser vor Antennen und den Scheibenwischerachsen und entsprechend stabile Befestigungspunkte.
Bei den meisten Unfällen durch Drahtseile rutscht dieses auf die Oberseite des Hubschraubers, da der vorderste Punkt der Hubschraubernase meist relativ niedrig liegt. Dort reißt das Drahtseil den Rotor ab. Mit dem Kabelkappsystem überlebt der Pilot den Kontakt mit einem (einzigen) Draht mit hoher Wahrscheinlichkeit, bei mehreren Drähten sinkt die Überlebenswahrscheinlichkeit.
In diesen Zahlen nicht berücksichtigt ist die je nach Fluglage mehr oder weniger große Schräglage des Rotors und damit unterschiedlich hohe Wahrscheinlichkeit, dass der Rotor oder Rotorkopf selbst mit dem Seil kollidiert.

## Kennzeichnung von Hindernissen

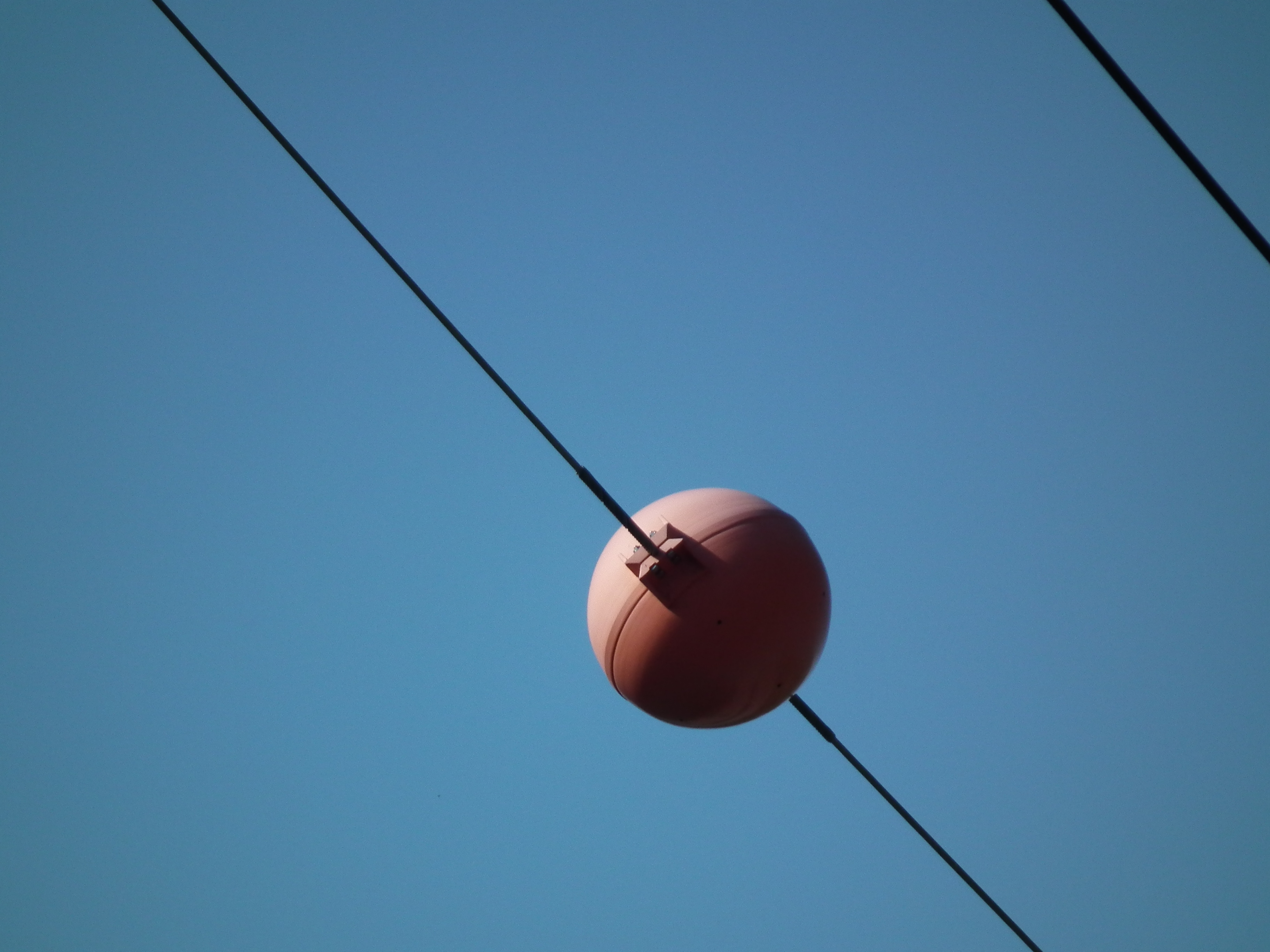
Seilmarker an einer Hochspannungsleitung

Unabhängig von der Ausrüstung der Hubschrauber mit einem Kabelkappsystem werden Freileitungen an Flugrouten und Zielen von Rettungsflügen, also etwa entlang von Autobahnen, aber auch an Flüssen, mit Flugwarnkugeln markiert (englisch wire marker, deutsch Seilmarker), um ihre Erkennbarkeit für Hubschrauberpiloten bei verminderter Sichtweite zu verbessern. Besonders Rettungshubschrauber navigieren während ihrer Einsätze entlang der Autobahn, auf der sie ggf. auch landen müssen. In Deutschland ist diese Regelung in der Allgemeinen Verwaltungsvorschrift zur Kennzeichnung von Luftfahrthindernissen Abschnitt 2 „Tageskennzeichnung“ in Punkt 5.4 und in Österreich durch die Zivilflugplatz-Verordnung (ZFV 1972) 6. Abschnitt „Kennzeichnung von Hindernissen“ im § 68 geregelt.